# Municipio de Lake (condado de Stark)
El municipio de Lake (en inglés: Lake Township) es un municipio ubicado en el condado de Stark en el estado estadounidense de Ohio. En el año 2010 tenía una población de 29.961 habitantes y una densidad poblacional de 329,24 personas por km².

## Geografía
El municipio de Lake se encuentra ubicado en las coordenadas 40°56′41″N 81°21′19″O / 40.94472, -81.35528. Según la Oficina del Censo de los Estados Unidos, el municipio tiene una superficie total de 91 km², de la cual 89.98 km² corresponden a tierra firme y (1.12%) 1.02 km² es agua.

## Demografía
Según el censo de 2010, había 29961 personas residiendo en el municipio de Lake. La densidad de población era de 329,24 hab./km². De los 29961 habitantes, el municipio de Lake estaba compuesto por el 96.87% blancos, el 0.92% eran afroamericanos, el 0.13% eran amerindios, el 0.8% eran asiáticos, el 0.02% eran isleños del Pacífico, el 0.23% eran de otras razas y el 1.03% pertenecían a dos o más razas. Del total de la población el 1.13% eran hispanos o latinos de cualquier raza.